# Mariel Medina
Mariel Medina (ur. 6 września 1988) – portorykańska siatkarka, grająca jako rozgrywająca. Obecnie występuje w drużynie Lancheras de Cataño.